# Стольников, Николай Максимович
Николай Максимович Стольников (3 мая 1916 — 5 августа 1987) — старший лётчик 31-го скоростного бомбардировочного авиационного полка (16-я скоростная бомбардировочная авиационная бригада, Северо-Западный фронт), лейтенант. Герой Советского Союза.

## Биография
Родился 3 мая (20 апреля — по старому стилю) 1916 года на руднике Брянск ныне Луганской области Украины. Работал токарем по металлу на коксохимзаводе.
В армии с сентября 1935 года. В 1937 году окончил Луганскую военную авиационную школу лётчиков. Служил в строевых частях ВВС в Белорусском военном округе. Участник советско-финской войны: в январе-марте 1940 года лётчик 31-го скоростного бомбардировочного авиационного полка. Совершил 6 боевых вылетов на бомбардировщике СБ, в воздушных боях его экипаж сбил 3 самолёта противника.
За мужество и героизм, проявленные в боях, Указом Президиума Верховного Совета СССР от 7 апреля 1940 года лейтенанту Стольникову Николаю Максимовичу присвоено звание Героя Советского Союза с вручением ордена Ленина и медали «Золотая Звезда».
Участник Великой Отечественной войны. После войны командовал бомбардировочным авиационным полком. В 1967 и 1968 годах представлялся к второй медали «Золотая Звезда», но оба ходатайства были отклонены Военным Советом ВВС.
Жил в Москве. Умер 5 августа 1987 года. Похоронен на Хованском кладбище.